# Rapsodie
Pour les articles ayant des titres homophones, voir Rhapsodie, Rhapsody et Rapsody.
Rapsodie est le premier réacteur nucléaire expérimental français de la filière à neutrons rapides et à caloporteur sodium, conçu à la fin 1957 par le département des études de pile du CEA à Cadarache. Il a fonctionné de 1967 à 1978 et son arrêt définitif fut acté en avril 1983. En 1994, un accident tua une personne et en blessa quatre. Le démantèlement de l'installation est décidé en 2021, il doit être achevé en 2030.

## Historique
Le projet est nommé Rapsodie par Georges Vendryes, ingénieur polytechnicien au Commissariat à l'énergie atomique,  « en raison des vertus musicales de ce nom, qui associe les neutrons rapides au sodium ». La construction de ce réacteur d'une puissance de 24 mégawatts thermiques est lancée en 1959, puis le réacteur diverge en 1967. La puissance sera ensuite augmentée jusqu'à 40 MW thermiques.
Le combustible pour le surgénérateur Rapsodie est produit à l'Atelier de technologie du plutonium à Cadarache.
Les données de puissances sont représentatives de la chaleur produite par ce réacteur de type RNR-Na, en effet ce réacteur ne produisait pas d’électricité.
Les ingénieurs du CEA ont cherché à développer avec Rapsodie une utilisation civile du plutonium. De plus, les réacteurs à neutrons rapides peuvent, sous certaines conditions, être surgénérateurs et ainsi consommer moins d'uranium que les réacteurs type REP. Ainsi, le développement de la filière assurerait une meilleure utilisation des ressources fissiles. Enfin, puisque ce réacteur produisait de l'électricité à partir du plutonium, il a été calculé d'un point de vue financier qu'il serait dans l’intérêt d'EDF de produire du plutonium. Le développement de cette filière s'est poursuivi avec les réacteurs Phénix puis Superphénix.
Rapsodie a été arrêté le 15 avril 1983. À partir de 1987, l'installation a fait l'objet de travaux qui doivent la conduire à un démantèlement partiel.
Par décret n° 2021-419 du 9 avril 2021, il est prescrit au Commissariat à l'énergie atomique et aux énergies alternatives de procéder à des opérations de démantèlement de l'installation nucléaire de base n° 25, dénommée « Rapsodie », implantée sur le site de Cadarache, sur le territoire de la commune de Saint-Paul-lez-Durance (département des Bouches-du-Rhône), de manière qu’elles soient achevées pour le 31 décembre 2030 .
Les opérations de démantèlement mentionnées, notamment le prétraitement du sodium métallique, concernent le bâtiment 206 qui abrite le bloc réacteur, structure de génie civil contenant la cuve du réacteur, aussi dénommée « cuve d'étanchéité » et sa double enveloppe, dénommée « cuve de sécurité ».
Le 31 mars 1994, alors qu'une équipe effectue un travail de nettoyage dans un réservoir de sodium, celui-ci explose causant la mort de l'ingénieur René Allègre et blessant quatre techniciens. Il s'est produit une explosion chimique de sodium contaminé par du cesium radioactif,. En 2001, après sept ans d'enquête, des experts nommés par un juge d'instruction mettent en cause la responsabilité du CEA dans cet accident. Mais le juge prononce finalement un non-lieu le 13 juillet 2005 en raison de l'absence de faute délibérée.